# Colegiata de Santillana del Mar
La colegiata de Santa Juliana de Santillana del Mar (Cantabria, España), a la que debe su nombre esta localidad cántabra (Sant Iuliana-Santillana), es uno de los monumentos románicos más representativos de la región. Fue declarada Monumento Nacional de España el 12 de marzo de 1889.
En 2015, en la aprobación por la Unesco de la ampliación del Camino de Santiago en España a «Caminos de Santiago de Compostela: Camino francés y Caminos del Norte de España», fue incluido como uno de los bienes individuales (n.º ref. 669bis-012) del camino costero.

## Historia
Supuestamente la joven Juliana de Nicomedia fue martirizada en Asia Menor (actual Turquía) durante las persecuciones emprendidas por el emperador Diocleciano a finales del siglo III, y sus restos traídos en el siglo IX a este lugar del Reino de Asturias por algunos monjes peregrinos. En época del rey de Asturias Alfonso III (los documentos lo sitúan en 870) se construyó una ermita bajo la advocación de la santa donde custodiar y venerar sus reliquias, y luego un cenobio que prosperó bajo la protección de la nobleza local. Fue el rey Fernando I de Castilla, en 1045, quien le dio el impulso definitivo por otorgamiento de importantes privilegios, uno de los cuales consistió en poner bajo soberanía de su abad la villa y sus posesiones.
El templo primitivo fue sustituido en época románica por el que, con diversos añadidos y reformas, se ha conservado hasta hoy, que data del siglo XII. En sus orígenes constituyó un monasterio benedictino, pero en el siglo XI adquirió el rango de colegiata regiuhu
da por una comunidad de canónigos de San Agustín. A partir de entonces, respaldado por ayuda nobiliar, pasa a ser el templo más importante de Cantabria.
El esquema constructivo responde al de una iglesia de tres naves de cuatro tramos y transepto, tres ábsides semicirculares, una torre cilíndrica, y cimborrio sobre el crucero. Se completa el conjunto con un claustro y las dependencias abaciales. La nave central es de mayor anchura que las laterales e igual a la del transepto, por lo que el crucero presenta planta cuadrada. Los brazos del transepto no sobresalen de los muros laterales, de forma que no se aprecian al exterior. Las cabeceras de las tres naves están constituidas por sendos ábsides semicirculares escalonados. A los pies de la nave principal se levantó una torre campanario de planta cuadrada que al exterior es de similar aspecto que la que se yergue sobre el crucero, dando una imagen de simetría a quien observa la iglesia desde la fachada meridional.
En el aspecto formal y decorativo hay que mencionar la existencia de una portada principal abierta en el lateral sur que permite el acceso desde la plaza, y otra en el muro norte que comunica la iglesia con el claustro. Como remate de la primera se dispuso en época posterior un frontón triangular de aire renacentista reemplazando al alero románico originario sobre canecillos; muestra una hornacina que contiene la imagen de Santa Juliana en actitud de someter al demonio. Tampoco es original la galería de quince arcos que corre por la parte superior del lienzo sur. El abocinamiento de la portada está formado por arquivoltas adoveladas lisas; por encima se alinean una serie de figuras humanas bastante deterioradas, destacando en el centro una mandorla sostenida por cuatro ángeles en la que se enmarca un pantocrátor sedente.
La cubrición de las naves se efectúa mediante bóvedas de crucería, y la de los brazos del transepto mediante bóvedas de cañón; los ábsides se techan con bóvedas de horno. Sobre el crucero se alza un cimborrio en forma de torre cuadrada en cuyo interior, a un nivel inferior al del tejado, se dispone una cúpula descentrada que apoya sobre pechinas.
Un elemento de especial interés lo constituye el claustro adosado a finales del siglo XII y principios del XIII al muro norte de la iglesia. En una primera fase se levantaría el ala sur y una parte del ala oeste; ya entrado el siglo XIII se completaría esta ala y se construiría el ala norte. El lado este es de época posterior (siglo XVI) y no sigue las directrices del estilo románico.
Las galerías primitivas están formadas por arcos de medio punto soportados por columnas pareadas o cuádruples. En total cuenta con 43 capiteles de los que los más antiguos, los del lado sur y primer tramo del lado oeste, son historiados con tallas de apreciable mérito, mientras que los más recientes presentan temas vegetales.

## Galería

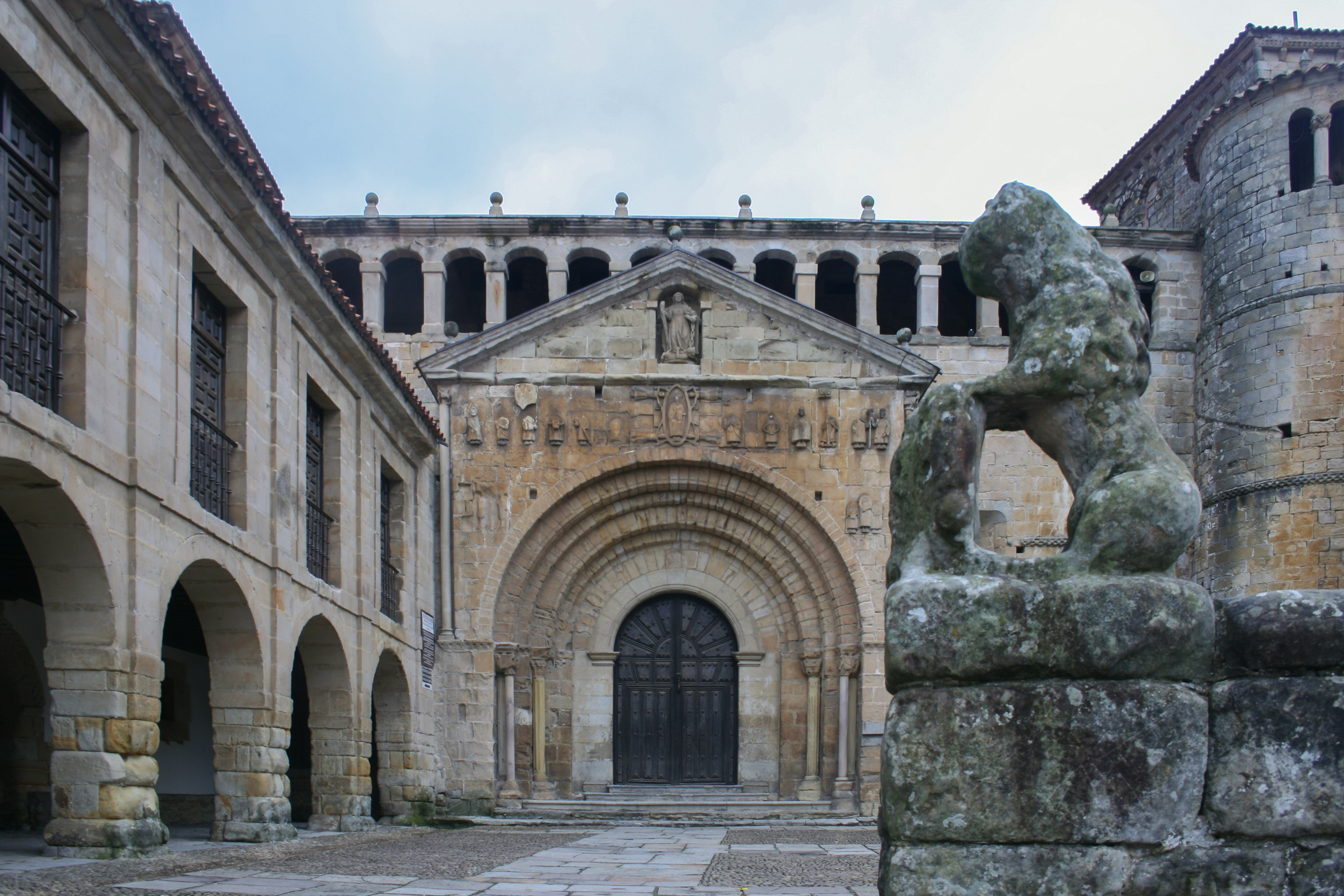
Entrada.
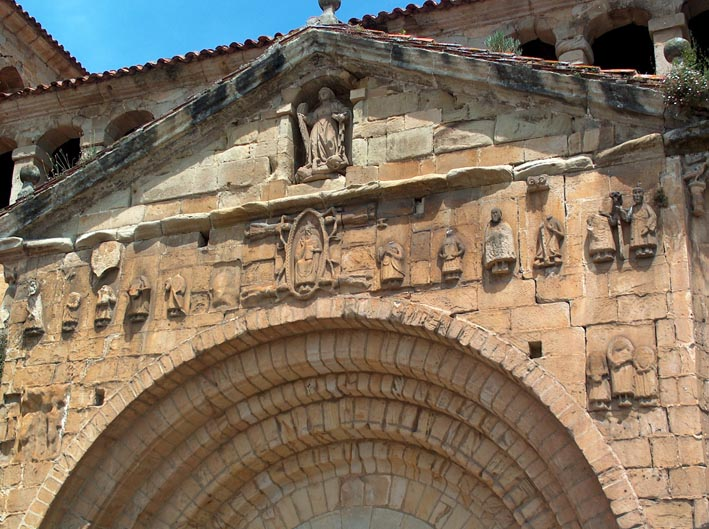
Detalle de la portada
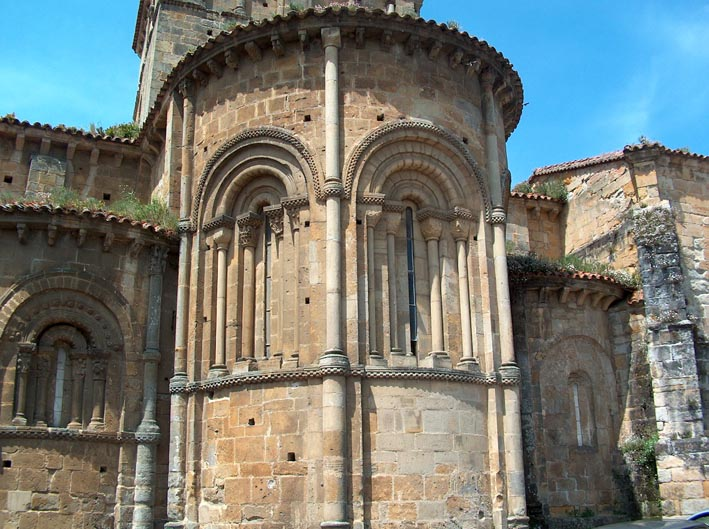
Ábsides
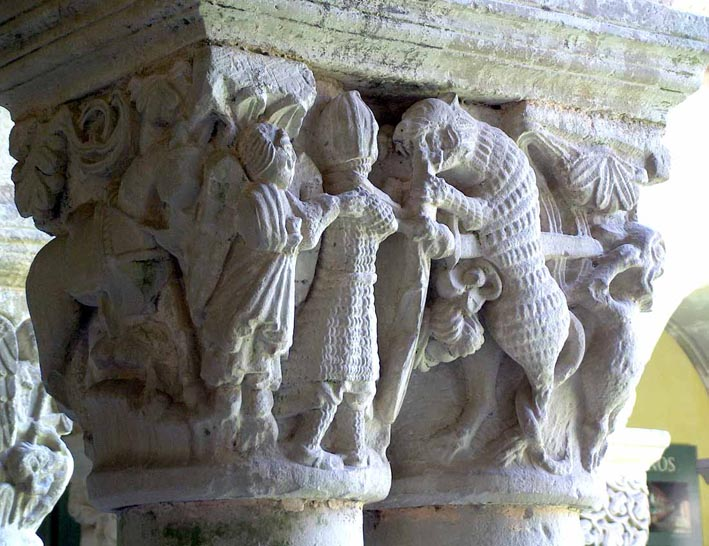
Capitel
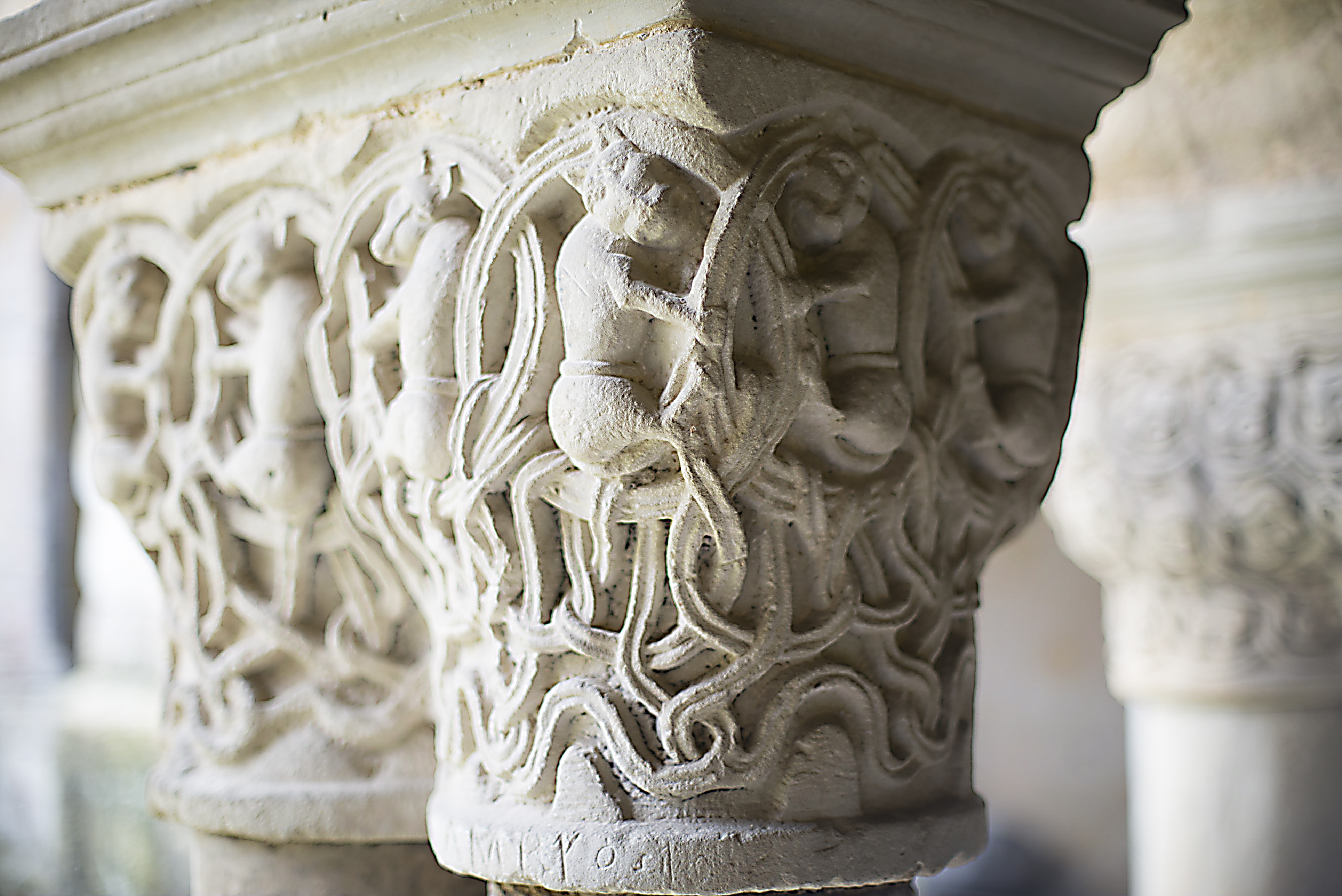
Capitel
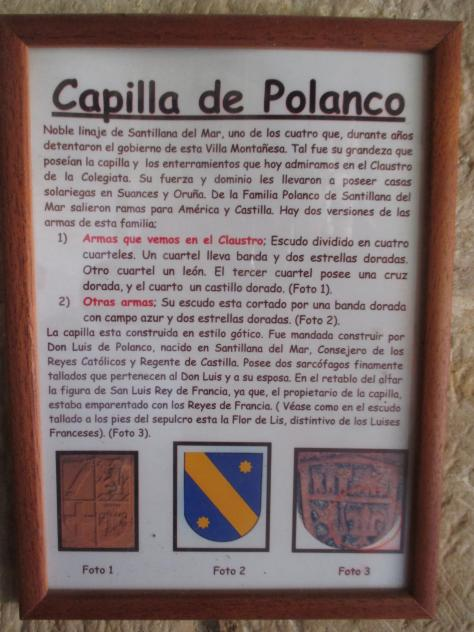
Placa heráldica en la capilla de Polanco
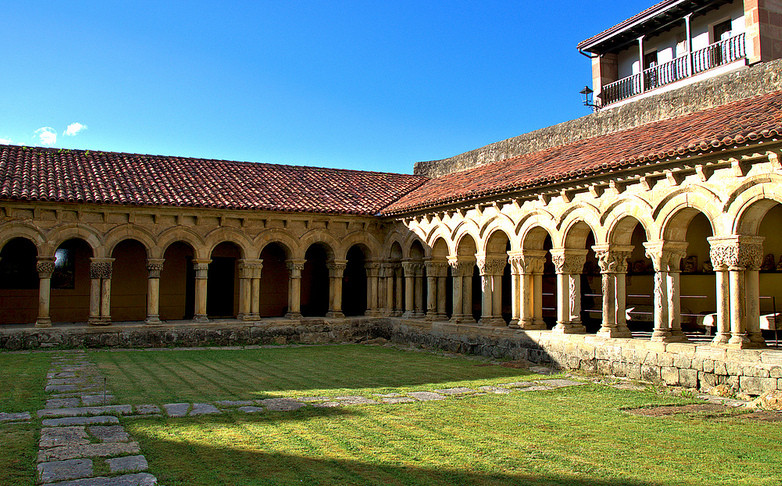
Exterior del Claustro
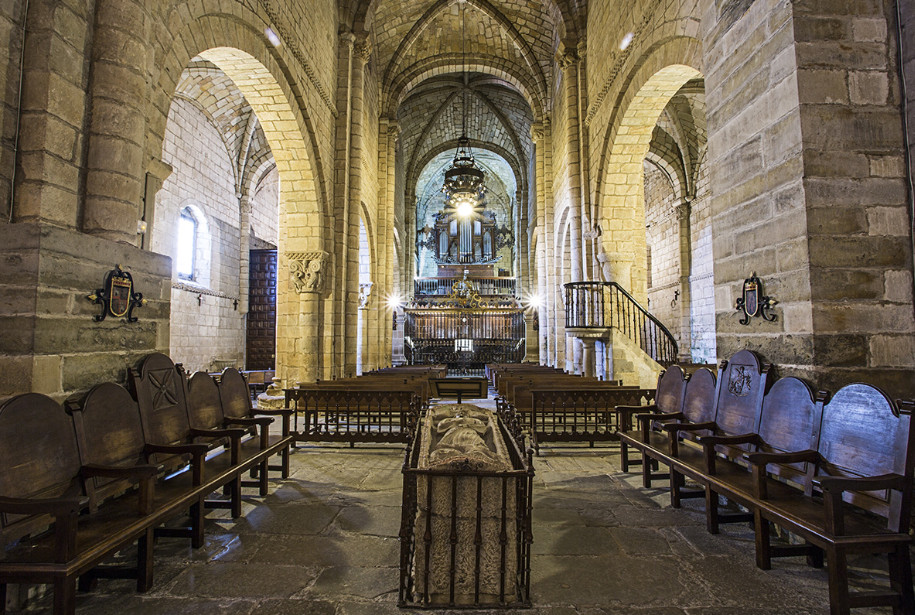
Sepulcro Santa Juliana, interior de la Iglesia
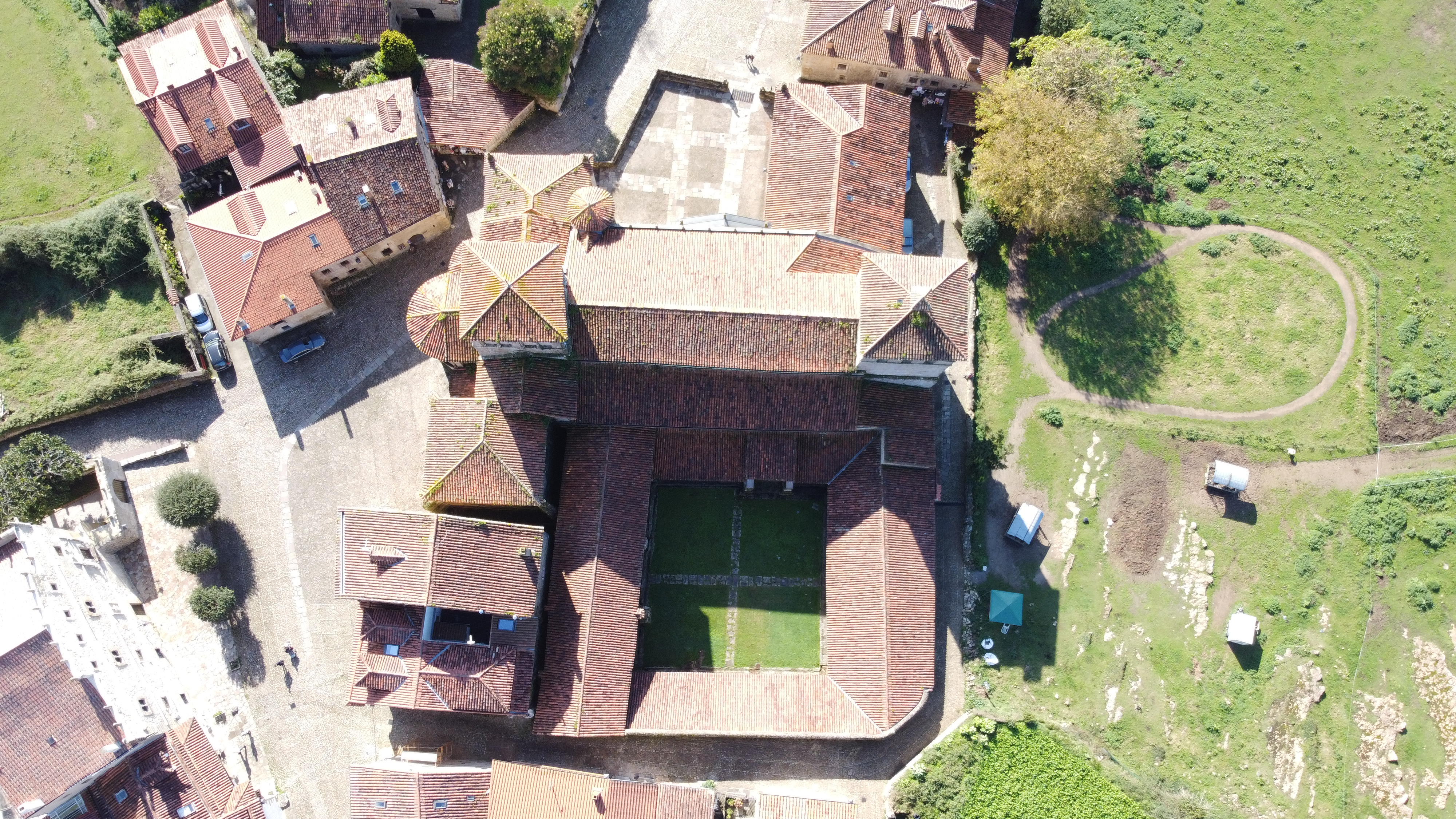
Vista cenital del conjunto
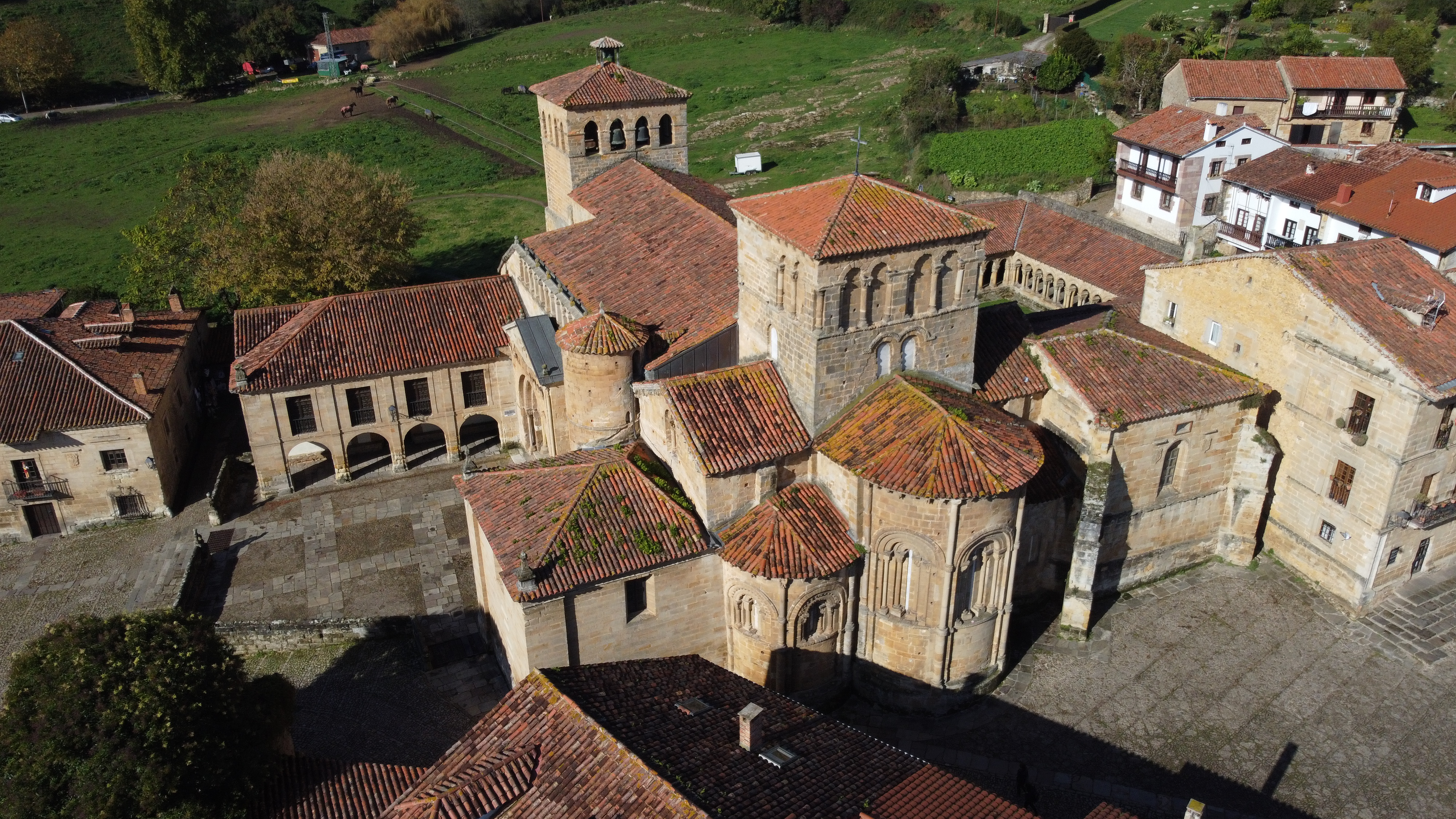
Vista panorámica desde el sureste